# Ching Siu-tung
Dans ce nom chinois, le nom de famille, Ching, précède le nom personnel.
Pour les articles homonymes, voir Ching.
Ching Siu-tung (chinois simplifié : 程小东 ; chinois traditionnel : 程小東, aussi connu sous le nom Tony Ching), né en 31 octobre 1953, est un réalisateur et un chorégraphe hong-kongais.

## Biographie
Ching Siu-tung est le fils de Chen Kang, réalisateur pour la Shaw Brothers du film Les 14 Amazones. Il apprend les arts martiaux à Hong Kong dans une école d'Opéra de Pékin puis devient acteur et chorégraphe pour la télévision de Hong Kong.
En 1982, il fait ses débuts dans la réalisation avec Duel to the Death, un film qui renouvelle le Wu Xia Pian. Avec Tsui Hark comme producteur au sein de la Film Workshop, il réinvente le film de fantômes avec la trilogie Histoire de fantômes chinois (remake du film de Li Han-hsiang L'Ombre enchanteresse), puis le wu xia pian avec la trilogie Swordsman.
En 1990, il réunit Gong Li et Zhang Yimou dans Terracotta Warrior, une histoire d'amour intemporelle ayant pour cadre le Mausolée de l'empereur Qin.
Au cours des années 2000, il participe en tant que chorégraphe au succès mondial de films tels que Shaolin Soccer de Stephen Chow, Hero, Le secret des poignards volants et La Cité interdite de Zhang Yimou.
Pour son travail de chorégraphe, il remporte d'ailleurs deux Hong Kong Film Award de la meilleure chorégraphie d'action : en 1991 pour Swordsman et en 2003 pour Hero.

## Filmographie

### Réalisateur et chorégraphe
Longs métrages
- 1982 : Duel to the Death
- 1985 : Le Sorcier du Népal
- 1987 : Histoire de fantômes chinois
- 1990 : Swordsman
- 1990 : Terracotta Warrior
- 1990 : Histoire de fantômes chinois 2
- 1991 : The Raid
- 1991 : Histoire de fantômes chinois 3
- 1992 : Swordsman 2
- 1993 : Swordsman 3
- 1993 : Le Moine fou
- 1994 : Wonder Seven
- 1996 : Dr. Wai
- 1997 : The Longest Day
- 2000 : Conman in Tokyo
- 2002 : Naked Weapon
- 2003 : Un aller pour l'enfer (Belly Of The Beast)
- 2008 : Le Royaume des guerriers (An Empress and the Warriors)
- 2011 : Le Sorcier et le Serpent blanc (The Sorcerer and the White Snake)
- 2019 : Jade Dynasty

Vidéoclip
- 1999 : L'Âme-Stram-Gram, de Mylène Farmer

### Chorégraphe
- 1971 : Lady of the Law
- 1972 : Les 14 Amazones
- 1973 : Les Rats de Hong Kong
- 1974 : The Shaolin Boxer
- 1974 : Kidnap
- 1974 : The Teahouse
- 1977 : Negotiation
- 1979 : Monkey Kung Fu
- 1980 : The Sword
- 1980 : L'Enfer des armes
- 1980 : The Spooky Bunch
- 1983 : Zu, les guerriers de la montagne magique
- 1986 : Peking Opera Blues
- 1987 : Le Syndicat du crime 2
- 1989 : The Killer
- 1992 : Royal Tramp
- 1992 : L'Auberge du dragon
- 1992 : The Moon Warriors
- 1993 : The Heroic Trio
- 1993 : Niki Larson
- 1994 : Le Roi singe
- 1996 : The Stunt Woman
- 2000 : The Duel
- 2001 : Shaolin Soccer
- 2002 : Hero
- 2004 : Le Secret des poignards volants
- 2006 : La Cité interdite
- 2007 : Dororo

### Acteur / cascadeur
36 apparitions, dont :
- 1972 : Intimate Confessions of a Chinese Courtesan : un homme de main
- 1972 : Dynamique Dragon contre boxeurs chinois : membre de l'école de l'Ours Noir
- 1974 : Stoner se déchaîne à Hong Kong  : membre d'un gang

## Distinctions
- 1991 : Hong Kong Film Award de la meilleure chorégraphie d'action pour Swordsman.
- 2003 : Hong Kong Film Award de la meilleure chorégraphie d'action pour Hero.